# 宇田友四郎

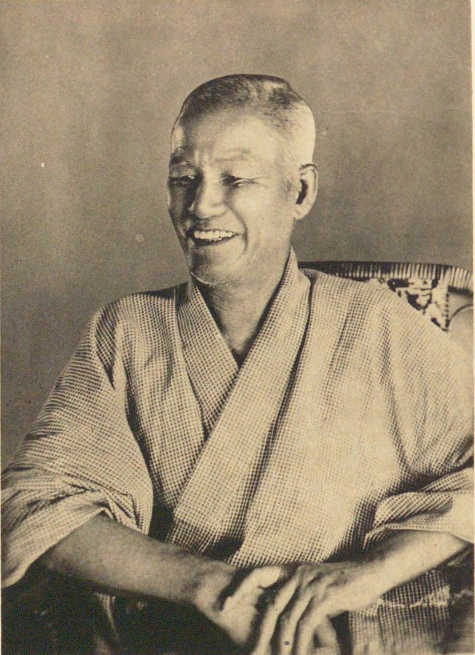
宇田友四郎

宇田 友四郎（うだ ともしろう、1860年4月15日（万延元年3月25日） - 1938年（昭和13年）10月9日）は、明治から昭和時代初期の政治家、実業家。貴族院多額納税者議員、衆議院議員。

## 出自
宇田家は香宗我部氏の重臣の末裔で、代々家老職を務めた名家。江戸時代に香宗の城下より故郷の岸本浦（現在の高知県香南市香我美町岸本）に戻った。岸本浦にて半農半漁の生活を営んだのち、江戸時代後期頃に「増田屋」の屋号を名乗るようになった。

## 経歴
2代宇田長蔵、久満子の二男として土佐国香美郡岸本に生まれる。1866年（慶応2年）村の寺子屋である柳瀬塾へ入り、柳瀬清治（別名近森孝策）に学ぶ。当時、「大鼻水垂れ」とのあだ名で塾中の評判となり、読書よりも習字を好む少年だった。その後、赤岡の細木塾に入門する。日本外史、十八史略などの漢籍を学び、13歳ころまで在籍した。
1874年（明治7年）5月、15歳にして分家する。1877年（明治10年）3月、高知街に第七国立銀行が開業すると、給仕として採用される。間もなく手代に昇進するが1年余りで銀行を辞める。1878年（明治11年）の晩春、郷里の岸本へ戻り、洋物店を開業するが代金回収に重きを置かなかったことが原因で1年余りで店を畳む。ついで履物店を開業するが洋物店の二の舞を踏み1年半ほどで閉店した。
度重なる経営の失敗ののち、再び高知へ戻り姉のいる種崎町の臼井商店に居候を決め、義兄の臼井鹿太郎のもとで3年間修業する。1885年（明治18年）義兄の紹介により日本郵船高知支店に下級書記として採用される。しかし1888年（明治21年）高知支店は閉鎖となり、宇田は寺田亮らとともに土佐運輸会社を設立。寺田亮を社長に、自らは支配人として采配を振るった。この間、28歳の時に青木左右子と結婚する（のち死別）。
ついで土佐運輸と高知汽船が合同し、新たに土佐郵船となり支配人となる。1894年（明治27年）川崎幾太郎、横山慶爾らとともに土佐航路以外の沿海航海事業を営む土洋商船を興し、大阪支店長となる。その後、土佐郵船、土洋商船、土陽商船、共栄汽船の4社が合併し、帝国商船が成立すると、常務取締役となるが経営難のため一時北海道小樽に転出する。1899年（明治32年）同社は解散となり、同年1月に土佐共同汽船と合併し土佐商船となり、横山慶爾が社長に、宇田は常務取締役に就任した。
日露戦争が勃発すると土佐商船の持ち船が御用船となり、これを提供することで利益を上げた。1905年（明治38年）5月の日本海海戦の開戦直後に自己の持ち船をいち早く売却することにより戦後の船価下落による損失を防いだ。1907年（明治40年）4月、土佐商船の事業を大阪商船へ譲与し、海運事業からは手を引くこととなった。
1908年（明治41年）6月、横山慶爾の死去に伴い土佐電気鉄道の4代目社長に就任した。後免線の延伸や、新地線の開通などに尽力した。1912年（明治45年）社長の座を退き取締役となり齋藤利西が次代社長となった。この頃、松本兼子と結婚した。
1921年（大正10年）齋藤が退任すると再び社長に返り咲き、翌年8月には土佐電気を設立した。1934年（昭和9年）6月、同社を引退。ほか、1911年（明治44年）1月、土佐セメントを設立し、1932年（昭和7年）12月まで社長を務めた。さらに、1913年（大正2年）1月、白洋汽船を設立し、社長を務めた。1920年（大正9年）4月には川崎幾太郎と共同出資し土佐中学校を創設するなど教育界にも貢献した。財界においては他に高陽銀行頭取、土佐銀行頭取、高知商業会議所会頭、三重合同電気、土佐東部電気、大東漁業各取締役などを歴任した。
政界においては、1911年（明治44年）10月に高知県会議員に当選したのを皮切りに、1913年（大正2年）4月に高知市会議員に当選。いずれも1919年（大正8年）まで務めた。1924年（大正13年）5月の第15回衆議院議員総選挙では高知県第3区から憲政会所属で出馬し、傍士定治の死去に伴い補欠当選し1期務めた。1925年（大正14年）9月8日、衆議院議員を辞し、高知県多額納税者として貴族院議員に互選され、同年9月29日に就任し、研究会に所属し1932年（昭和7年）9月28日まで務めた。
議員時代から関節炎に悩まされ、高知に帰ってからは次第に歩行が困難となり鷹匠町の自宅にて療養に努めたが、1938年（昭和13年）10月9日、老衰により死去した。

## 栄典
位階
- 1938年（昭和13年）10月9日 - 従六位[33]

## 伝記
- 宇田翁伝記刊行会『宇田友四郎翁』宇田翁伝記刊行会、1939年。

## 親族
- 養嗣子：宇田耕一（政治家、実業家）